# 1905 en France
Chronologie de la France
- 1901
- 1902
- 1903
- 1904
- 1905
- 1906
- 1907
- 1908
- 1909

Cette page concerne l'année 1905 du calendrier grégorien.

## Événements
- 10 janvier : 
  - Paul Doumer est élu président de la Chambre avec l'appui de la droite contre Henri Brisson, par 265 voix contre 240[1]. Émile Combes obtient à une courte majorité (265 voix contre 240) l'engagement de la Chambre à discuter les projets de loi sur la séparation, l'impôt sur le revenu et les retraites ouvrières[2].
  - création à Levallois-Perret de la Société des Automobiles Delage par Louis Delâge[3].
- 18 janvier : démission du Président du Conseil Émile Combes, à la suite de l'affaire des fiches[1].
- 24 janvier : Maurice Rouvier élu Président du Conseil[4]. Le second gouvernement Rouvier marque la fin du Bloc des gauches par le retrait progressif des députés socialistes de la majorité parlementaire[2].

- 2 février : première apparition de Bécassine lors de la sortie du numéro 1 de La Semaine de Suzette[5].
- 11 février : à l'issue d'une grève ; les ouvrières sardinières de Douarnenez obtiennent d'être payées à l'heure plutôt qu'aux pièces. Elles constituent un syndicat. Quand quatre patrons sardiniers décident en juillet de revenir au paiement au mille, les ouvriers du bâtiment se mettent en grève pour soutenir les sardinières. Le conflit resurgit quand le 16 novembre les fabricants refusent d’accorder des contrats aux ouvrières membres du syndicat[6].

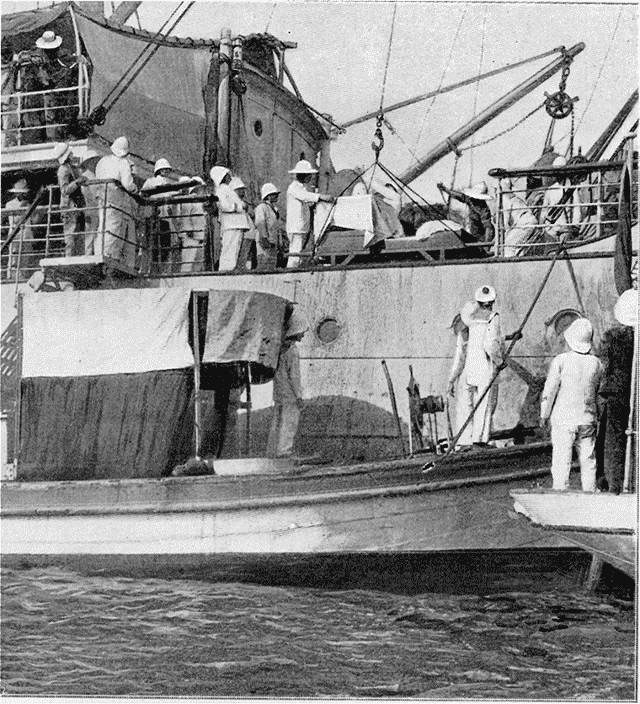
Retour de Savorgnan de Brazza. Malade, il est débarqué à Dakar sur une civière.

- 15 février : le Petit Parisien révèle l'affaire de Fort Crampel, en Oubangui-Chari, à la suite de l'arrestation d'un jeune fonctionnaire des colonies en congé en France, Georges Toqué ; il est accusé d'avoir laissé exécuter Pakpa, un ancien guide, en lui introduisant dans l'anus une cartouche de dynamite par un chef de poste, Fernand Gaud. Les révélations sur les exactions commises par les coloniaux se succèdent les jours suivants dans la presse. Une mission d'inspection dirigée par Savorgnan de Brazza est envoyée sur place en avril 1905 pour enquêter ; Brazza meurt sur le chemin du retour en septembre 1905 et son rapport accablant n'est jamais publié[7].

- 9 mars : séance inaugurale de la Ligue d'Action française présidée par Henri Vaugeois[8] fondée le 14 janvier 1905, jour de la chute du ministère Combes[9].

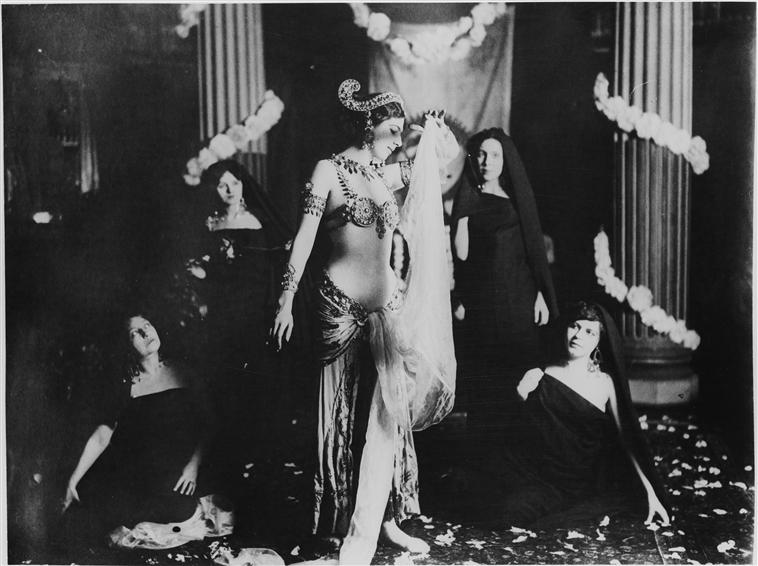
Mata Hari au musée Guimet en 1905.

- 13 mars : débuts de Mata Hari à Paris lors d'une réception organisée au musée Guimet[10].
- 21 mars : la loi, préparée par le général André, impose le service militaire comme personnel, égal et obligatoire, mais abaisse sa durée à deux ans. Elle introduit la notion de sursis du service militaire.
- 31 mars : crise de Tanger. L’empereur Guillaume II s’oppose à la pénétration française au Maroc[11].

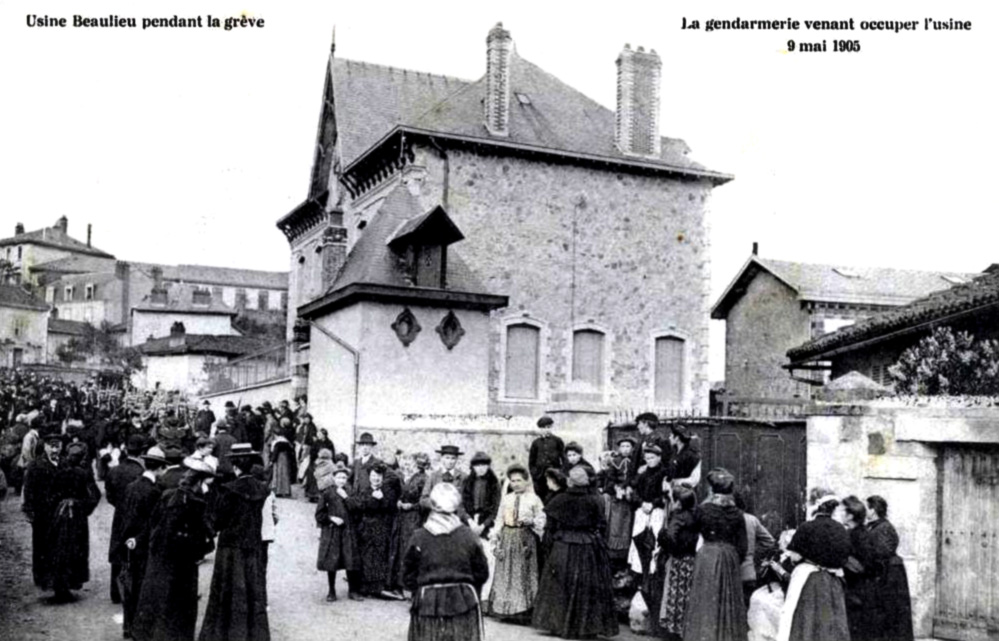
Limoges. L'usine Beaulieu de fabrication de feutre de chapellerie pendant la grève - La gendarmerie vient occuper l'usine le 9 mai 1905.

- 14 - 17 avril : troubles de Limoges ; en mars, les ouvriers porcelainiers, de la chaussure et du feutre, ne supportant pas les bas salaires et leurs conditions de travail se mettent en grève. Le 13 avril les patrons imposent le lock-out et les grévistes sont mis à pied. L'armée intervient le lendemain. Des barricades sont dressées, des armureries sont pillées, une bombe éclate dans la maison d'un directeur d'usine. Les manifestants se rassemblent sur le Champ-de-Foire et investissent la prison pour libérer les ouvriers arrêtés. Camille Vardelle, un porcelainier de dix-sept ans, est tué le 17 avril. Le travail reprend le 21 avril sans que les ouvriers aient obtenu satisfaction[12].
- 22 avril : loi de finances. Elle établit que les fonctionnaires frappés de mesures disciplinaires ont droit, au préalable, à la communication de leur dossier, article 65 à l'origine de l'arrêt Heyriès du 28 juin 1918[13]. Elle accorde des subventions aux organismes privés et collectivités locales apportant une aide aux chômeurs[14].
- 23 - 26 avril : congrès du Globe. Fondation du parti socialiste SFIO (Section française de l’Internationale ouvrière) sous la direction de Jean Jaurès, qui unifie les différents partis socialistes[1].

- 16 - 24 mai : grève des agents de police de Lyon qui protestent contre le report du départ à la retraite de 45 à 55 ans, et le licenciement de 60 gardiens de la paix[15].
- 29 mai : inauguration du musée des arts décoratifs de Paris dans l'aile de Marsan du palais du Louvre[16].

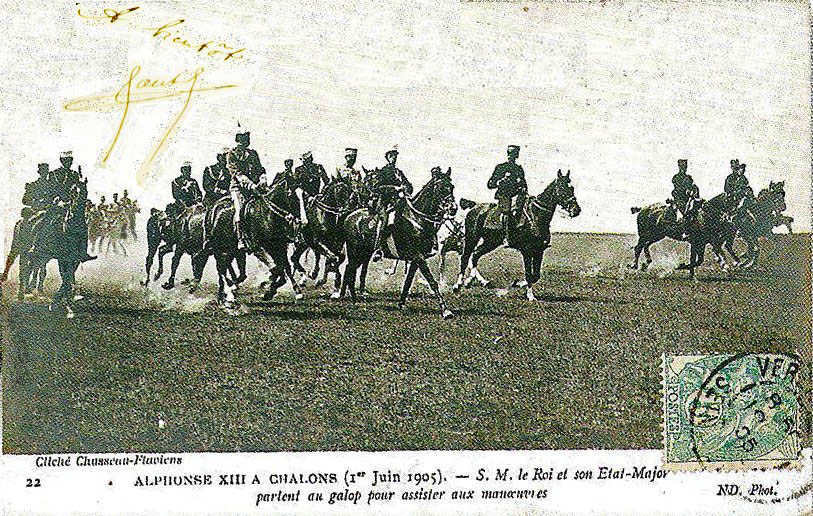
Alphonse XIII au camp de Châlons, revue du 1er juin 1905.

- 31 mai : le Président Émile Loubet et le roi d'Espagne Alphonse XIII en visite à Paris échappent à un attentat à la bombe à l'angle de la rue de Rohan et la rue de Rivoli. Dix-sept personnes sont blessées, mais l'auteur n'est jamais identifié[17].

- 6 juin : démission du ministre des affaires étrangères, Théophile Delcassé, qui refuse la réunion d’une conférence internationale sur le Maroc. Maurice Rouvier, président du Conseil, le remplace[18].
- 7 juin : accord passé à Paris entre les ministères de l’Intérieur et des Colonies, pour établir les zones d’influences du gouvernement général de l’AOF et des possessions françaises d’Afrique du Nord ; il est précisé par la convention de Niamey du 20 juin 1920[19].
- 15 juin : inauguration de la ligne de chemin de fer Paris-Nice par la Compagnie des chemins de fer de Paris à Lyon et à la Méditerranée[20].

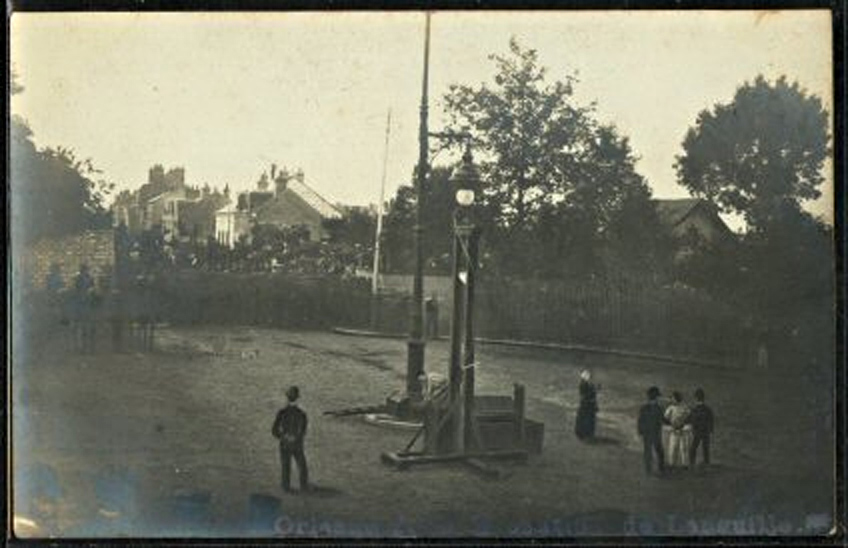
Exécution de Languille.

- 28 juin : exécution à Orléans d'Henri Languille. Après la décapitation le docteur Beaurieux, avec l'assentiment du procureur, tente une expérience et interroge la tête du condamné qui lui répond par un mouvement de paupières[21].
- 29 juin : le travail des mineurs de fond est limité à huit heures par jour dans les mines[14].

- 3 juillet : le projet de loi de séparation des Églises et de l'État , déposé par Aristide Briand, est adopté à la Chambre par 341 voix contre 233 ; l’État garantit la liberté de conscience et de culte mais ne subventionne aucun d’entre eux. Les biens des congrégations seront, après inventaire, dévolus à de nouvelles associations cultuelles (loi ratifiée par le Sénat le 6 décembre)[22].
- 6 juillet : catastrophe du Farfadet. Un sous-marin coule subitement en exécutant des plongées dans la lagune de Bizerte. Les scaphandriers échouent à le renflouer à temps et treize hommes d'équipage trouvent la mort[23].
- 8 juillet : accord entre la France et l’Allemagne sur la convocation d’une conférence internationale sur le Maroc[24].
- 13 juillet : fondation de la fédération nationale des syndicats d'instituteurs et d'institutrices (FNSI), qui adhère à la CGT[1].
- 14 juillet : loi relative à l'assistance obligatoire aux vieillards, aux infirmes et aux incurables privés de ressources[14]. La Commission centrale d'aide sociale prend la suite de la Commission centrale d'assistance.

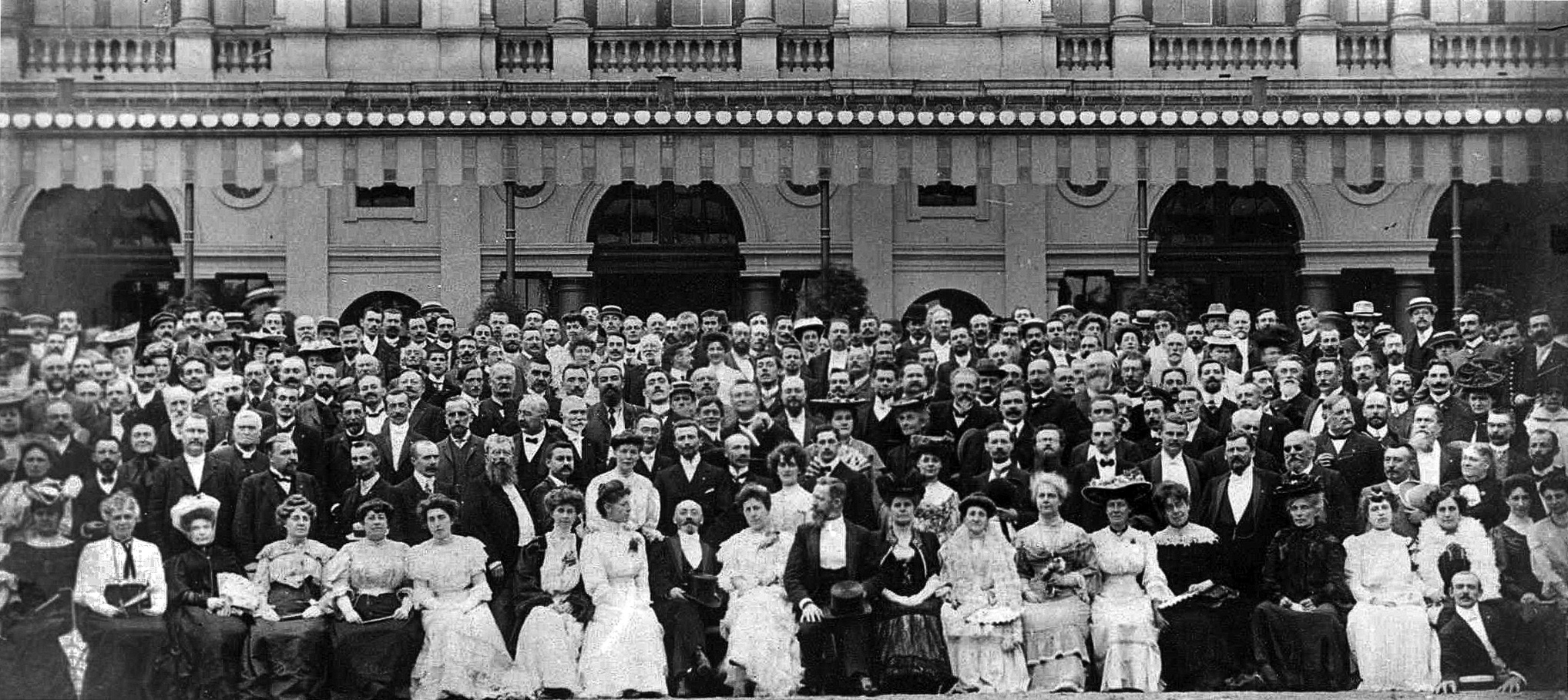
Congrès mondial d'espéranto.

- 5 août - 12 août, Boulogne-sur-Mer : premier congrès mondial d'espéranto[25].
- 18 octobre - 25 novembre : le Salon d'automne marque le début du fauvisme[26].
- 3 novembre : le radical Édouard Herriot est élu maire de Lyon[27].
- 19 novembre : naufrage du vapeur britannique SS Hilda au plus près des côtes de Saint-Malo[28].
- 23 novembre : le gouvernement français ayant rejeté le projet d’alliance continentale de l’Allemagne, la Russie refuse de ratifier le traité de Björkö signé en juillet[29].
- 28 novembre : inauguration de la mosquée Noor-e-Islam à Saint-Denis de La Réunion, la première jamais construite sur le sol français[30].

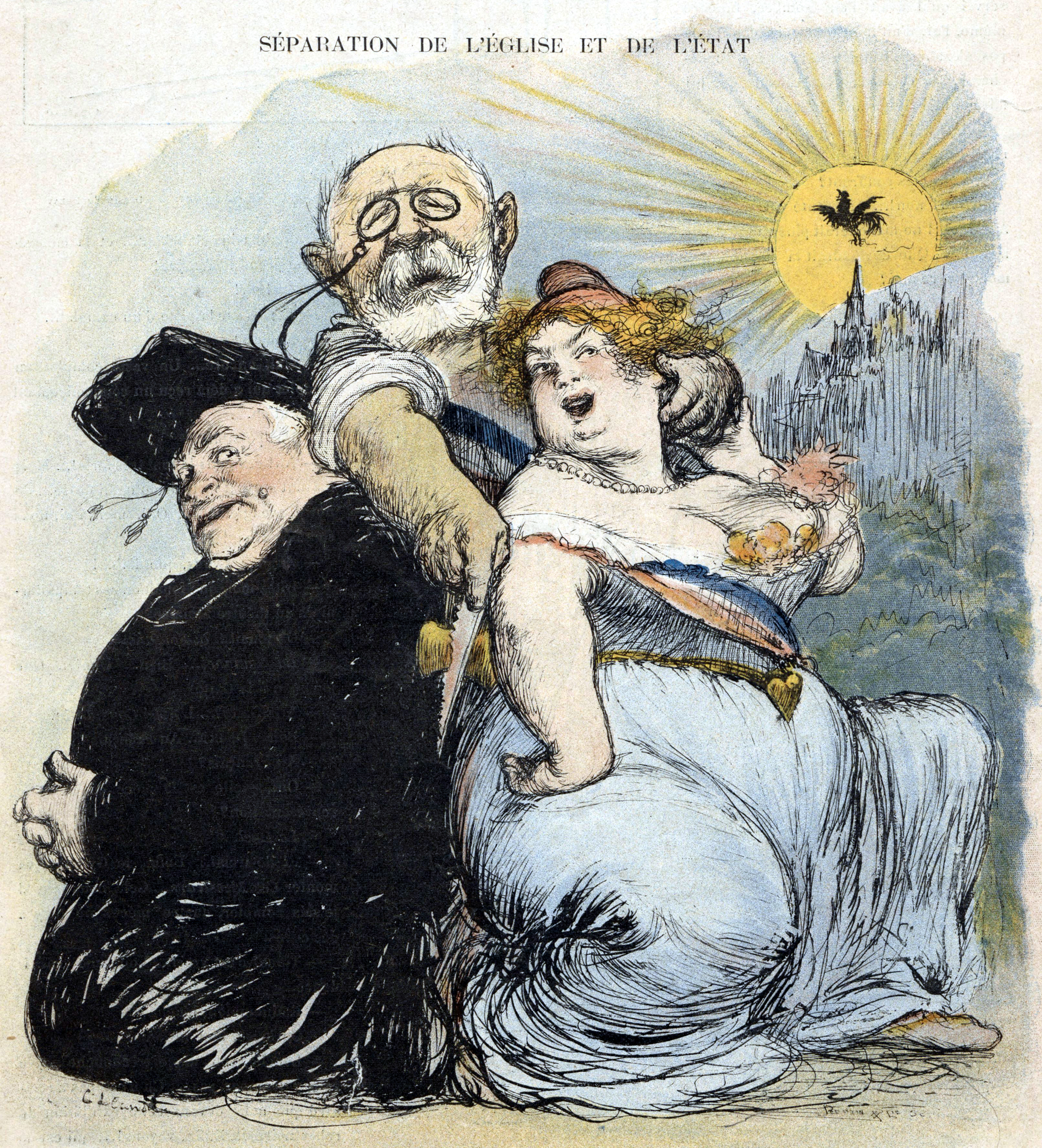
9 décembre : loi de séparation des Églises et de l'État. Le Rire, 20 mai 1905.

- 9 décembre : la loi de séparation des Églises et de l'État est promulguée[11].
- 12 décembre : adoption d’un décret relatif à la répression de la traite des esclaves en Afrique occidentale et au Congo français[31].

- 29 décembre : décret prévoyant l’inventaire des biens de l’Église avant dévolution aux associations cultuelles[22]. Début de la « querelle des inventaires » ; la mesure suscite de violentes protestations dans les régions fortement catholiques (Ouest, Massif central, Flandres...). La répression fait plusieurs morts[32].

## Naissances en 1905
- x

## Décès en 1905
- 1er janvier : Benoît Langénieux, cardinal français, archevêque de Reims (° 15 octobre 1824).
- 9 janvier : Louise Michel, professeur, militante, un des acteurs principaux de la Commune de Paris.
- 24 mars : Jules Verne, écrivain français (° 8 février 1828).
- 14 septembre : Pierre Savorgnan de Brazza, explorateur français (° 26 janvier 1852).